# Călin Georgescu

Călin Georgescu (2025)

Călin Georgescu (Boekarest, 26 maart 1962) is een Roemeens landbouwkundige en nationalistisch politicus. Hij heeft lange tijd gewerkt op het gebied van duurzame ontwikkeling en was van 2013 tot 2015 voorzitter van het Europees Onderzoekscentrum van de Club van Rome. Hij deed als onafhankelijke kandidaat mee aan de Roemeense presidentsverkiezingen van 2024.

## Levensloop
Georgescu studeerde in 1986 af aan het Nicolae Bălcescu Landbouwinstituut (nu de Universiteit voor Landbouwwetenschappen en Diergeneeskunde) in Boekarest en behaalde daar in 1999 zijn doctoraat in de bodemkunde.
In 1991 werd Georgescu hoofd van het Bureau voor Milieu van het Roemeense Parlement. In 1992 werd hij adviseur van de toenmalige minister van Milieu, Marcian Bleahu. Van 1997 tot 1998 was hij secretaris-generaal van het ministerie van Milieu. Van 2000 tot 2013 was Georgescu uitvoerend directeur van het Nationaal Centrum voor Duurzame Ontwikkeling in Boekarest.
Van 2013 tot 2015 was hij voorzitter van het Europees Onderzoekscentrum van de Club van Rome, en van 2015 tot 2016 uitvoerend directeur van de UN Global Sustainable Index Institute in Genève en Vaduz.
Georgescu was werkzaam als speciaal VN-rapporteur voor mensenrechten en gevaarlijk afval, en vertegenwoordigde Roemenië in het milieuprogramma van de Verenigde Naties.

### Politieke carrière
Georgescu werd in 2020 en 2021 door de Alliantie voor de Unie van Roemenen voorgedragen als kandidaat-premier.
Hij stelde zich als onafhankelijk kandidaat verkiesbaar bij de Roemeense presidentsverkiezingen van 2024. Hij behaalde de meeste stemmen met 22,95% in de eerste stemronde op 24 november, en ging samen met Elena Lasconi door naar de tweede ronde die gepland stond op 8 december. Op 6 december 2024 annuleerde het Constitutionele Hof van Roemenië de presidentsverkiezingen, vanwege vermeende Russische inmenging in de verkiezingen.
In mei 2025 maakte Georgescu bekend de politiek te verlaten.
- Gemeinsame Normdatei: 134943163X
- International Standard Name Identifier: 0000 0003 7645 2065
- Library of Congress Control Number: nb2012020005
- Virtual International Authority File: 253136030
- WorldCat: E39PBJg4jKtjbrxhwykbk4vCQq